# Seleção Palestina de Futebol
A Seleção Palestina de Futebol representa o  Estado da Palestina nas competições de futebol da FIFA.

## História
A Seleção Palestina atual não deve ser confundida com a Seleção de Futebol do Mandato Britânico da Palestina, criada em 1928, que era majoritariamente formada por atletas judeus e comandada pela Associação de Futebol de Israel, que já possuía este nome mesmo antes da criação do Estado de Israel. Com a criação do estado judaico, em 1945, foi criada em seguida a Seleção Israelense de Futebol.
Embora a Associação de Futebol da Palestina tivesse sido fundada em 1952, a Seleção foi impedida de ingressar na FIFA até 1998, com a criação da Autoridade Nacional Palestina. Em julho de 1998, realizaria seus primeiros jogos internacionais, contra Líbano, Síria e Jordânia; no ano seguinte, sob o comando do israelense Azmi Nassar, os palestinos levaram a medalha de bronze ao perderem para a mesma Jordânia na semifinal dos Jogos Pan-árabes.

## A primeira partida da Seleção realizada em solo palestino
Dez anos depois de ser admitida pela FIFA, a Palestina escreveu um novo capítulo em sua história futebolística, ao receber a Seleção pela primeira vez em seu território, onde enfrentaria a Jordânia; o jogo terminou empatado em 1 a 1, e foi acompanhada pelo rei jordaniano, Abdullah II, pelo presidente da ANP, Mahmoud Abbas, e pelo presidente da FIFA, Joseph Blatter. Três anos depois, disputaria pela primeira vez uma partida de Eliminatórias da Copa em território palestino, recebendo o Afeganistão, o que foi considerado um "momento histórico". A participação palestina nas Eliminatórias terminou com a eliminação frente à Tailândia. A Fundação do Catar também tem patrocinado jogadores da seleção palestina contratados no Barcelona Esporte Clube.

## Recordes
|    | Nome              | Carreira na seleção | Jogos | Gols |
| -- | ----------------- | ------------------- | ----- | ---- |
| 1  | Abdelatif Bahdari | 2007–2019           | 74    | 9    |
| 2  | Khader Yousef     | 2008–2016           | 68    | 2    |
| 3  | Ramzi Saleh       | 2000–2015           | 67    | 0    |
| 4  | Abdallah Jaber    | 2014–               | 57    | 2    |
| 5  | Ashraf Nu'man     | 2009–2016           | 56    | 14   |
| 6  | Hussam Abu Saleh  | 2010–2015           | 55    | 4    |
| 7  | Saeb Jendeya      | 1999–2008           | 48    | 1    |
| 8  | Ismail Al-Amour   | 2005–2015           | 46    | 7    |
| 9  | Mohammed Darweesh | 2015–               | 44    | 0    |
| 10 | Musab Al-Battat   | 2013–               | 43    | 1    |

|    | Nome                | Carreira na seleção | Gols | Jogos | Média por jogo |
| -- | ------------------- | ------------------- | ---- | ----- | -------------- |
| 1  | Fahed Attal         | 2005–2012           | 16   | 36    | 0.44           |
| 2  | Ashraf Nu'man       | 2009–2016           | 14   | 56    | 0.25           |
| 3  | Ziyad Al-Kord       | 1999–2006           | 11   | 25    | 0.44           |
| 4  | Jonathan Cantillana | 2015–2018           | 10   | 26    | 0.38           |
| 4  | Sameh Maraaba       | 2014–               | 10   | 32    | 0.28           |
| 6  | Abdelatif Bahdari   | 2007–2019           | 9    | 74    | 0.12           |
| 6  | Khaled Salem        | 2011–               | 9    | 38    | 0.24           |
| 8  | Ahmad Maher Wridat  | 2011–2018           | 8    | 29    | 0.28           |
| 8  | Abdelhamid Abuhabib | 2012–2015           | 8    | 33    | 0.24           |
| 10 | Murad Alyan         | 2011                | 7    | 11    | 0.64           |
| 10 | Ismail Al-Amour     | 2005–2015           | 7    | 46    | 0.15           |

## Treinadores
| Treinador                  | Período na seleção            | J  | V  | E  | D  | GP | GC | W%     | Competições de destaque                                                       |
| -------------------------- | ----------------------------- | -- | -- | -- | -- | -- | -- | ------ | ----------------------------------------------------------------------------- |
| Ricardo Carugati           | 1998                          | 3  | 0  | 1  | 2  | 3  | 6  | 0%     | —                                                                             |
| / Azmi Nassar              | 1999–2000                     | 10 | 3  | 2  | 5  | 9  | 17 | 30%    | Copa da Ásia de 2000 (não se classificou)                                     |
| Mansour Hamid El-Bouri     | 2001                          | 3  | 0  | 1  | 2  | 3  | 5  | 33,33% | —                                                                             |
| Mustafa Abdel-Ghali Yacoub | 2001                          | 6  | 2  | 1  | 3  | 8  | 9  | 33,33% | Copa de 2002 (não se classificou)                                             |
| Andrzej Wisniewski         | 2002                          | 2  | 0  | 0  | 2  | 1  | 4  | 0%     | —                                                                             |
| / Nicola Hadwa Shahwan     | 2002–2004                     | 11 | 0  | 5  | 6  | 11 | 23 | 0%     | Copa da Ásia de 2004 (não se classificou)                                     |
| Alfred Riedl               | 2004                          | 9  | 2  | 3  | 4  | 13 | 16 | 22,22% | Copa de 2006 (não se classificou)                                             |
| / Azmi Nassar              | 2005–2007                     | 11 | 5  | 1  | 5  | 24 | 16 | 45,45% | Copa da Ásia de 2007 (não se classificou)                                     |
| / Nelson Mores*            | 2007                          | 1  | 0  | 0  | 1  | 0  | 4  | 0%     | —                                                                             |
| Izzat Hamza                | Julho de 2008 – Junho de 2009 | 5  | 0  | 3  | 2  | 3  | 7  | 0%     | —                                                                             |
| Jamal Daraghmeh*           | Julho de 2009                 | 3  | 0  | 0  | 3  | 1  | 10 | 0%     | —                                                                             |
| / Mousa Bezaz              | Julho de 2009 – Julho de 2011 | 13 | 3  | 6  | 4  | 13 | 12 | 18,75% | Copa de 2010 (não se classificou) Copa de 2014 (não se classificou)           |
| Abdel-Nasser Barakat*      | Agosto de 2011                | 1  | 0  | 0  | 1  | 1  | 4  | 0%     | —                                                                             |
| Jamal Mahmoud              | 2011–2014                     | 32 | 14 | 6  |    |    |    | 43,75% | Copa da Ásia de 2015                                                          |
| Saeb Jendeya*              | 2014                          | 2  | 2  | 0  | 0  |    |    | 100%   | —                                                                             |
| Ahmed Al Hassan            | 2014–2015                     | 7  | 1  | 1  | 5  |    |    | 14,28% | —                                                                             |
| Abdel Nasser Barakat       | 2015–2017                     | 19 | 11 | 6  | 2  |    |    | 54,89% | Copa de 2018 (não se classificou) Copa da Ásia de 2019                        |
| Julio César Baldivieso     | 2017–2018                     | 2  | 0  | 1  | 1  |    |    | 0%     | —                                                                             |
| Noureddine Ould Ali        | 2018–                         | 27 | 7  | 10 | 10 |    |    | 33,33  | —                                                                             |
| Makram Dabdoub*            | 2020–                         | 4  | 4  | 0  | 0  |    |    | 100    | —                                                                             |
| Total                      | Total                         | 0  | 0  | 0  | 0  | 0  |    |        | 2 classificações para a Copa da Ásia 3 não-classificações para a Copa da Ásia |

- Interino